# Triatoma carrioni
Triatoma carrioni, también llamado chinche del caballo, es un insecto heteróptero y hematófago perteneciente a la subfamilia Triatominae. Es una especie de importancia epidemiológica en Sudamérica, ya que es un vector de la Enfermedad de Chagas, producida por la infección de Tripanosoma cruzi.
Fue descubierto por F. Larrousse en 1926, quien le puso el nombre en honor al naturalista ecuatoriano Clodoveo Carrión.
Es una especie propia de la región meridional e interandina del Ecuador. Se lo describió por primera vez en la provincia de Loja en Ecuador; y posteriormente también se lo ha registrado en la provincia de Cajamarca en Perú.
El ejemplar tipo se encuentra en el Museo Nacional de Historia Natural, perteneciente al Instituto Smithsoniano en Washington D. C.
Habita en zonas boscosas, nidos de roedores y albergues de zarigüeyas. También tiene hábitos peridomésticos, y ocasionalmente puede vivir en viviendas. Es una especie que habita en un amplio rango de altitud, ya que se lo registra entre los 500 y 2300 m s. n. m.